# Miriam Phoebe de Vos
Miriam Phoebe de Vos (* 26. November 1912 in Zastron, Südafrika; † 2005 in Stellenbosch, Südafrika) war eine südafrikanische Botanikerin und Hochschullehrerin. Sie war Professorin an der Universität Stellenbosch und eine Expertin für Zwiebelpflanzen, insbesondere für Scheinkrokusse.

## Leben und Werk

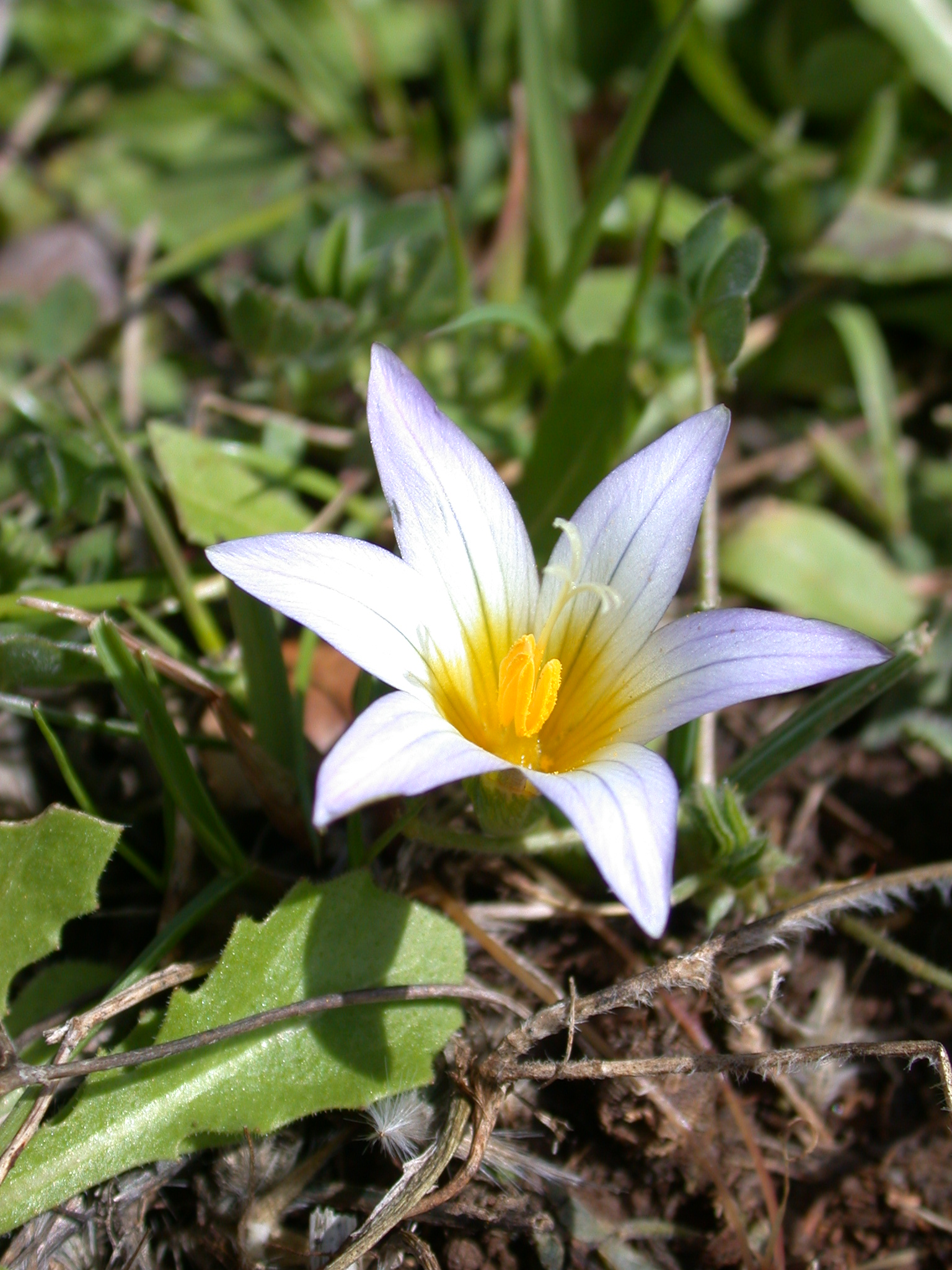
Großblütiger Scheinkrokus (Romulea bulbocodium)

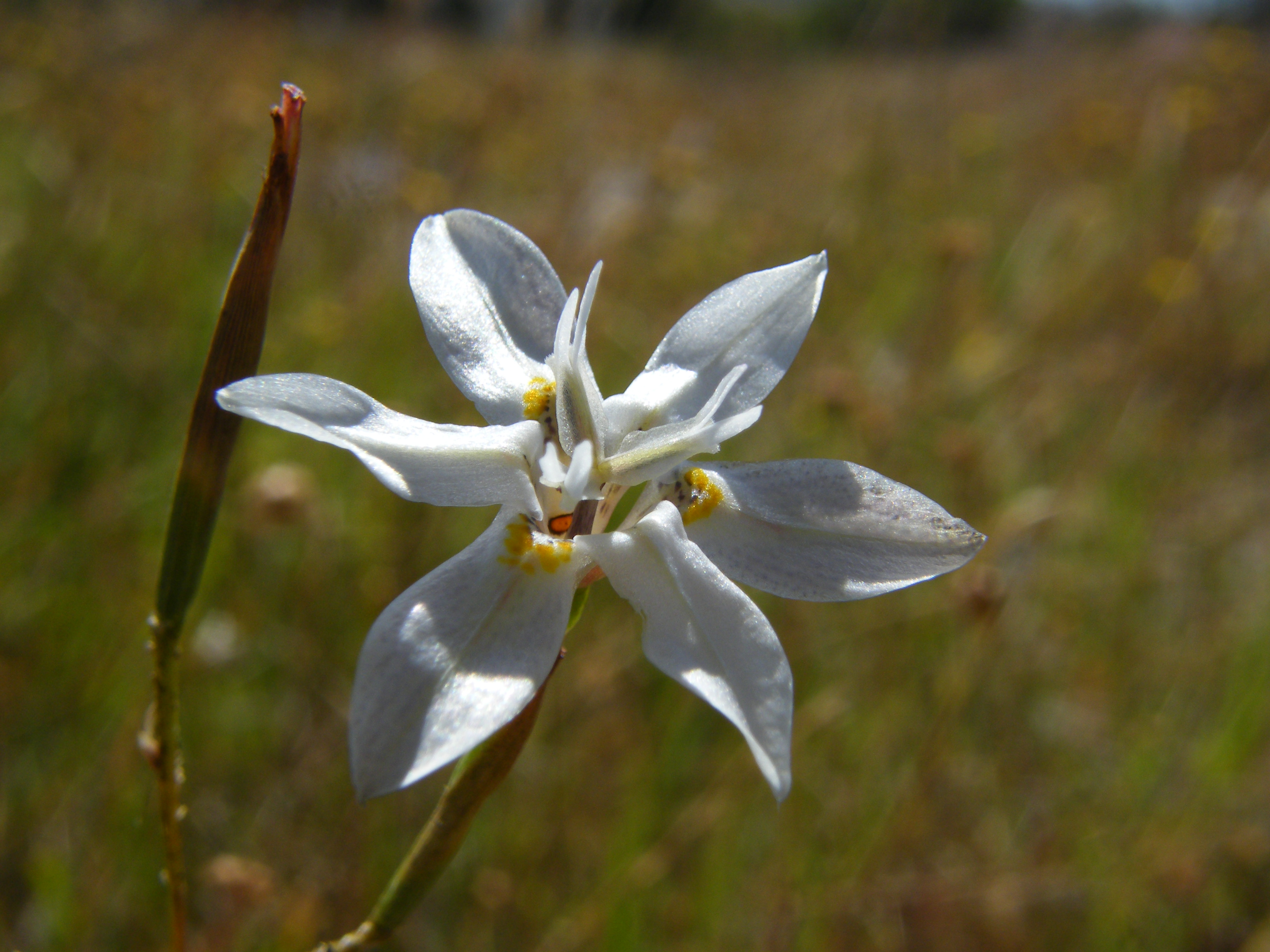
Moraea viscaria

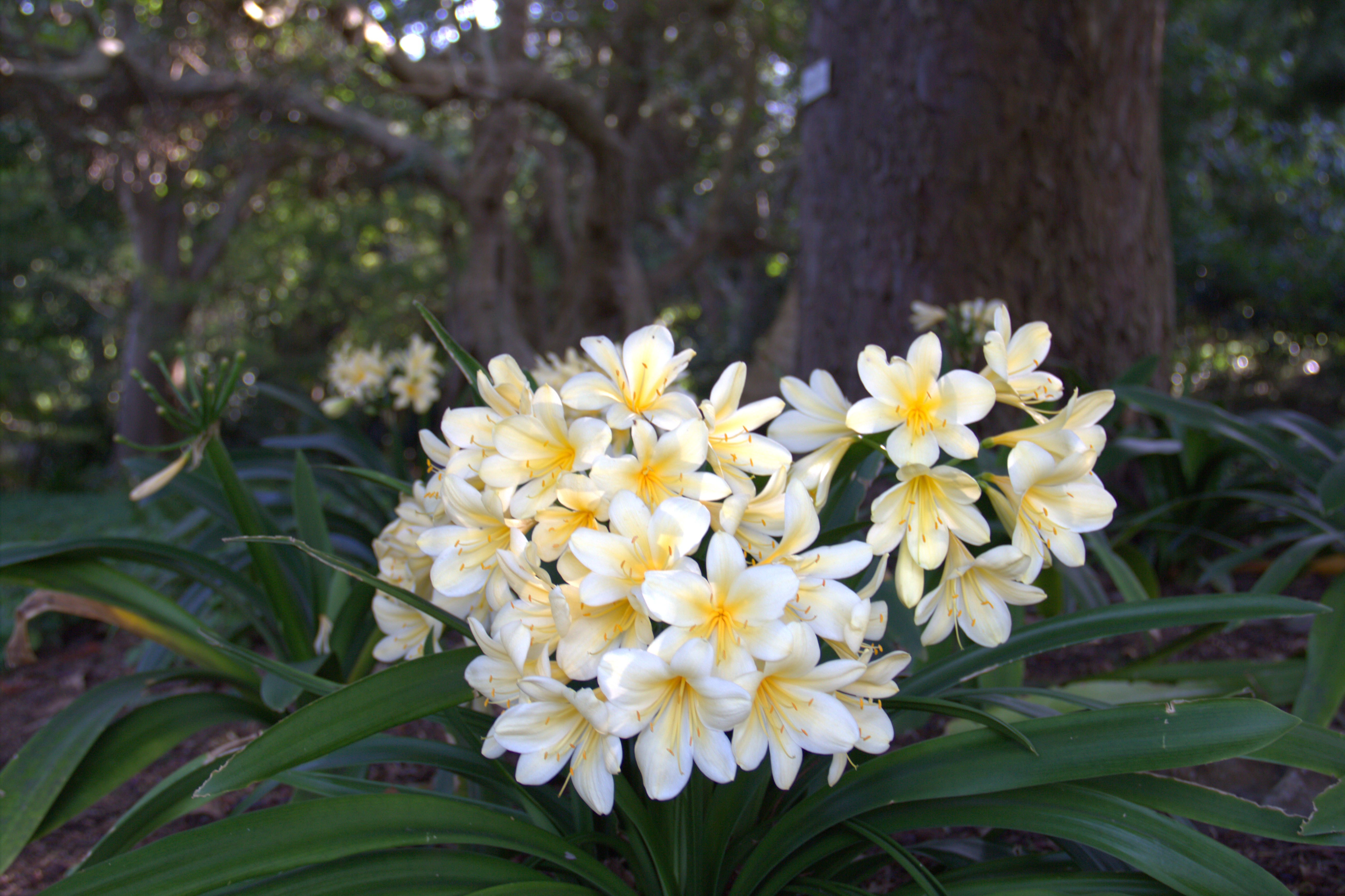
Clivia miniata

De Vos studierte an der Universität Stellenbosch, wo sie cum laude sowohl ihren Bachelor-Abschluss als auch ihren Master-Abschluss erhielt. 1940 promovierte sie dort mit der Dissertation: A cytological study on South African genera of the Aizoaceae and the Proteacea.
Bereits 1939 erhielt sie eine Juniordozentur an der Universität von Kapstadt. 1941 wechselte sie an die Botanikabteilung der Universität Stellenbosch, wo sie 1971 außerordentliche Professorin wurde. Zu ihren Lehraufgaben gehörten die Fächer Zytologie, Embryologie, Anatomie und Biosystematik.
1935 erhielt sie ein Queen-Victoria-Stipendium und 1959 erhielt sie ein Carnegie-Stipendium, um Institutionen an verschiedenen Universitäten in den Vereinigten Staaten zu besuchen.
Ihre ersten Forschungsbeiträge lagen auf dem Gebiet der Zytologie der Proteaceae und der Aizoaceae sowie der Embryologie verschiedener Gattungen. Später arbeitete sie auf dem Gebiet der Taxonomie und sie überarbeitete die Taxonomie mehrerer Gattungen der Iridaceae. Ihr besonderes Interesse galt auch den Gattungen Moraea und Klivien. Ihre wichtigste Veröffentlichung befasste sich mit der Morphologie und Taxonomie der Gattung Romulea in Südafrika, die 1972 im Journal of South African Botany veröffentlicht wurde. Sie verfasste zudem mehrere Beiträge zu verschiedenen Botanikern im South African Biographical Dictionary.
Nach ihrer Pensionierung 1977 führte sie ihre Arbeit über die Iridaceae fort und sie veröffentlichte weitere neun von insgesamt 37 wissenschaftlichen Arbeiten. Sie überarbeitete für Band 7, Teil 2, der Flora of Southern Africa die Gattungen Tritonia, Crocosmia, Chasmanthe und Ixia. Sie war auch an der Zusammenstellung der Flora von Namaqualand beteiligt.
Zur Angabe dieser Person als Autorin bei der Nennung eines botanischen Namens wird das übliche Autorenkürzel M.P.de Vos verwendet.

## Ehrungen (Auswahl)
- 1935: Queen-Victoria-Stipendium
- 1959: Carnegie-Stipendium

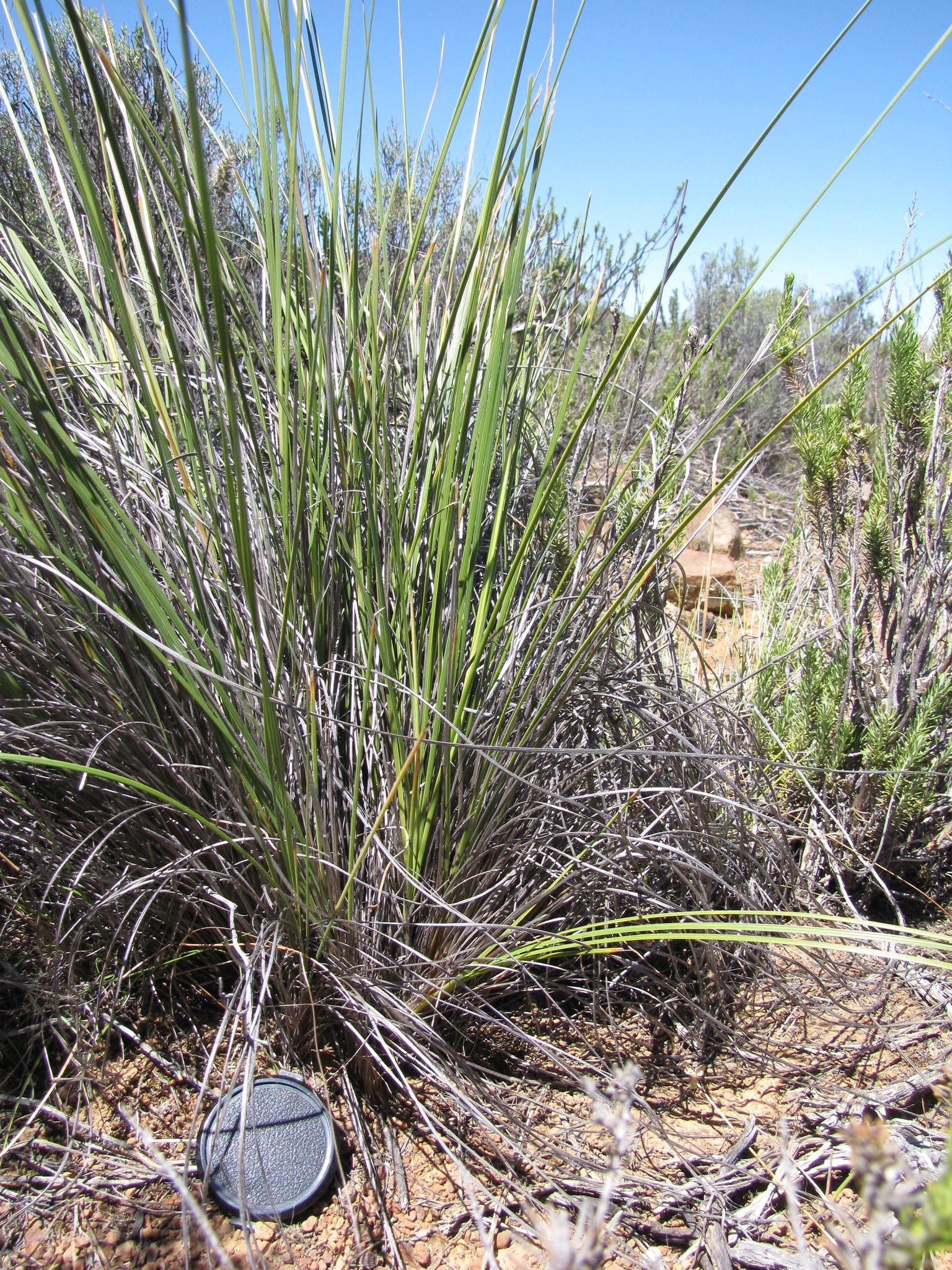
Devia xeromorpha

- 1974: Havenga-Preis, South African Academy of Arts and Sciences
- 1990: die Gattung Devia in der Familie der Iridaceae wurde ihr zu Ehren von den südafrikanischen Botanikern Peter Goldblatt und John C. Manning benannt[5]

## Veröffentlichungen (Auswahl)
- The Genus Romulea in South Africa. Journal of South African botany. ISBN 978-0-620-00580-7.
- mit P. Goldblatt: The reduction of Oenostachys, Homoglossum and Anomalesia, putative sunbird pollinated genera. In: Gladiolus L. (Iridaceae-Ixioideae)". Bulletin du Muséum National d’Histoire Naturelle. Bulletin du Muséum National d’Histoire Naturelle Section B, Adansonia, botanique, phytochimie. 11 (4), 1989, S. 417–428.
- Nuwe en minder bekende Romulea-species van die Roggeveld [New and less well known Romulea-species of the Roggeveld] (in Afrikaans und Holländisch). Cape Town: Nasionale Pers, Beperk, 1952. OCLC 29083807.